# Phường 3, Tuy Hòa
Phường 3 là một phường cũ thuộc thành phố Tuy Hòa, tỉnh Phú Yên, Việt Nam.

## Địa lý
Phường 3 có diện tích 0,30 km², dân số năm 2022 là 6.692 người, mật độ dân số đạt 22.306 người/km².

## Lịch sử
Ngày 28 tháng 9 năm 2024, Ủy ban Thường vụ Quốc hội ban hành Nghị quyết số 1200/NQ-UBTVQH15 về việc sắp xếp đơn vị hành chính cấp xã của tỉnh Phú Yên giai đoạn 2023 – 2025 (nghị quyết có hiệu lực từ ngày 1 tháng 11 năm 2024). Theo đó, sáp nhập toàn bộ 0,30 km² diện tích tự nhiên, quy mô dân số là 6.692 người của Phường 3 vào Phường 5.